# Брекенридж-Гіллс (Міссурі)
Брекенридж-Гіллс (англ. Breckenridge Hills) — місто (англ. city) в США, в окрузі Сент-Луїс штату Міссурі. Населення — 4458 осіб (2020).

## Географія
Брекенридж-Гіллс розташований за координатами 38°42′57″ пн. ш. 90°22′6″ зх. д. / 38.71583° пн. ш. 90.36833° зх. д. (38.715731, -90.368365).  За даними Бюро перепису населення США в 2010 році місто мало площу 2,09 км², уся площа — суходіл.

## Демографія
Згідно з переписом 2010 року, у місті мешкало 4746 осіб у 1911 домогосподарстві у складі 1138 родин. Густота населення становила 2268 осіб/км².  Було 2128 помешкань (1017/км²).
Расовий склад населення:
| - 53,5 % — білих - 32,7 % — чорних або афроамериканців - 0,6 % — азіатів - 0,4 % — корінних американців - 0,1 % — вихідців з тихоокеанських островів - 8,9 % — осіб інших рас |

До двох чи більше рас належало 3,8 %. Частка іспаномовних становила 15,6 % від усіх жителів.
За віковим діапазоном населення розподілялося таким чином: 26,9 % — особи молодші 18 років, 64,0 % — особи у віці 18—64 років, 9,1 % — особи у віці 65 років та старші. Медіана віку мешканця становила 32,7 року. На 100 осіб жіночої статі у місті припадало 94,2 чоловіків;  на 100 жінок у віці від 18 років та старших — 89,0 чоловіків також старших 18 років.
Середній дохід на одне домашнє господарство  становив 46 194 долари США (медіана — 30 867), а середній дохід на одну сім'ю — 47 590 доларів (медіана — 37 925). Медіана доходів становила 30 603 долари для чоловіків та 28 273 долари для жінок. За межею бідності перебувало 29,3 % осіб, у тому числі 34,2 % дітей у віці до 18 років та 4,1 % осіб у віці 65 років та старших.
Цивільне працевлаштоване населення становило 2115 осіб. Основні галузі зайнятості: будівництво — 20,0 %, мистецтво, розваги та відпочинок — 16,5 %, роздрібна торгівля — 15,9 %.